# آنری روست
آنری روست (فرانسوی: Henri Rust‎؛ ۱۰ اوت ۱۹۰۶ – ۲ مه ۱۹۹۶) تدوین‌گر هلندی‌الاصل اهل فرانسه بود.
از فیلم‌هایی که وی در آن‌ها نقش داشته‌است، می‌توان به اپرای سه‌پولی، ترانه یک دریانورد، بچه‌های بهشت و ژروز اشاره نمود.